# تارو سوغيموتو
تارو سوغيموتو (باليابانية: 杉本 太郎) (12 فبراير 1996 في تاجيمي غيفو في اليابان – )؛ هو لاعب كرة قدم ياباني سابق كان يلعب كلاعب وسط.

## وصلات خارجية
- تارو سوغيموتو على موقع الاتحاد الدولي (مؤرشف)  (الإنجليزية)
- تارو سوغيموتو على موقع رابطة كرة القدم اليابانية للمحترفين (اليابانية)
- تارو سوغيموتو على موقع إي إس بي إن إف سي (الإنجليزية)
- تارو سوغيموتو على موقع قاعدة بيانات كرة القدم.إي يو (الإنجليزية)
- تارو سوغيموتو على موقع Soccerway.com (الإنجليزية)
- تارو سوغيموتو على موقع عالم كرة القدم.نت (الإنجليزية)
- تارو سوغيموتو على موقع كووورة
- تارو سوغيموتو على موقع AS.com (الإسبانية)